# Pražský komorní balet
Pražský komorní balet je český nezávislý profesionální taneční soubor, jehož počátky sahají do šedesátých let 20. století.

## Historie
U zrodu souboru stáli Luboš Ogoun, Pavel Šmok a Vladimír Vašut, kteří v roce 1964 založili studio Balet Praha. Na původní ideu Baletu Praha navázal choreograf Pavel Šmok v roce 1975 pod názvem Pražský komorní balet. Vznik tohoto souboru znamenal velký zlom ve vývoji československého baletu. Na repertoáru byly zejména choreografie Pavla Šmoka, zároveň však i choreografie hostujících českých i zahraničních choreografů (Libor Vaculík, Petr Zuska, Jiří Kylián, Robert North, Christopher Bruce, Patrick Delacroix a další).

## Současnost
Za téměř půlstoletí činnosti a umělecké tvorby soubor prošel cílevědomým a úspěšným vývojem, stal se významným reprezentantem tanečního umění České republiky a hlavního města Prahy v zahraničí (Izrael, Austrálie, Indie, Čína, Německo, aj.) a získal řadu významných ocenění (Ceny Thálie za mimořádné jevištní výkony, Ceny českého literárního fondu za nejlepší choreografie, aj.).
Umělecká rada Pražského komorního baletu v čele s prof. Ivankou Kubicovou, Markétou Perroud a Hanou Turečkovou pokračuje v tradici inovativního a progresivního souboru s českým a mezinárodním repertoárem. Vedením Pražského komorního baletu je pověřena Linda Svidró. Příklady ze současného repertoáru souboru: 
- Hádej kolik je hvězd (choreografie volně inspirovaná knihou Jacka Londona Tulák po hvězdách, choreografie Hana Turečková)
- Mono No Aware (termín „mono no aware“ se objevuje v japonské literatuře, lze ho volně přeložit jako uvědomění si pomíjivosti krásy, choreografie Hana Turečková)
- Nevyřčené ticho (inspirace klavírní sonátou Leoše Janáčka Z ulice, choreografie Tomáš Rychetský)
- Kdo je na světě nejmocnější? (pohádka na motivy indické bajky, hudba Bohuslav Martinů, choreografie Hana Turečková)
- Sinfonietta (vyjádření dnešního svobodného člověka, jeho duševní krásy, radostnosti a odvahy, choreografie Pavel Šmok)
- Kytice (inspirace sbírkou K. J. Erbena, hudba Ondřej Brousek, choreografie Petr Zuska)[2]